# 蒙鲁皮诺
蒙鲁皮诺（義大利語：Monrupino），是意大利的里雅斯特省的一个市镇。总面积12平方公里，人口891人，人口密度74.3人/平方公里（2009年）。ISTAT代码为032002。